# 165659 Michaelhicks
165659 Michaelhicks è un asteroide della fascia principale. Scoperto nel 2001, presenta un'orbita caratterizzata da un semiasse maggiore pari a 3,0991544 UA e da un'eccentricità di 0,3613406, inclinata di 27,80948° rispetto all'eclittica.